# Schneeberger Vertrag
Im Schneeberger Vertrag oder Schneebergischen Vertrag von Oktober 1556 wurden Streitigkeiten über den genauen Grenzverlauf zwischen Böhmen und Sachsen geregelt.

## Vorgeschichte
Am 14. Oktober 1546 wurde zwischen Kaiser Karl V. und  Herzog Moritz von Sachsen der Prager Vertrag geschlossen. Moritz von Sachsen versprach u. a., das Vogtland und die sächsischen Bergstädte Gottesgab und Platten dem Königreich Böhmen zu übergeben.

## Vertrag
Über den Verlauf der genauen Grenzziehung kam es öfters zu Streitereien. Erst mit den in einigen Quellen am 6. Oktober, in anderen Sekundärquellen am 26. Oktober 1556 getroffenen Schneeberger Vertrag wurde die Aufteilung der Herrschaft Schwarzenberg bestätigt. Platten und Gottesgab kamen endgültig an Böhmen, Eibenstock und Schwarzenberg blieben jedoch bei Kursachsen. Im Juli 1558 wurden 32 Rainsteine gesetzt und 112 Rainbäume mit Kreuzen gekennzeichnet.

## Verlauf der neuen Grenze
Die neue Grenzziehung erfolgte von Ost nach West entlang des Mückenbaches von dessen Mündung in das Pöhlwasser („Beelwasser“) bis zur Quelle, von dort schnurgerade zur Quelle des Ortbachs und von dieser wiederum schnurgerade bis zur Einmündung des Breitenbachs in das Schwarzwasser, dann den Breitenbach aufwärts bis zur Mündung des Jugelwassers, weiter entlang des Jugelwassers bis zur Mündung des Pechhöfer Baches und diesem bis zur Quelle folgend; von dort schließlich schnurgerade bis zur Neudeker Grenze.

## Weitere Vertragsgegenstände
Die bereits 1546 von Johann Friedrich I. mit Moritz getroffenen Vereinbarungen über die halben Bergwerksrechte (den sogenannten Halbschied) an diesem Gebiet, das volle Jagdrecht, das dem neuen Kursachsen unter Moritz nun zustand, wurden von der Böhmischen Krone übernommen. Die Rechte zur Verleihung von Bergwerken blieb bei den jeweiligen Landesherren.
Über die genauen Abrechnungen gab es öfters Beschwerden. Kurfürst August forderte auf dem Reichstag in Augsburg die genaue Abrechnung. Weitere Beschwerden erfolgten 1575, 1647 und 1750 und änderten an der Situation wenig. Durch den Rückgang des Bergbaues, auch durch den Wegzug von protestantischen Bergleuten nach der Gegenreformation ins benachbarte Sachsen, kam es immer mehr zu Zuzahlungen, da auch die Besoldung der Plattner und Gottesgaber Bergbeamten geteilt wurde. Ab 1829 kam es zu Verhandlungen zur endgültigen Klärung. Erst der Erlass grundlegender Bergordnungen in Sachsen und Österreich-Ungarn führten zu vertraglichen Vereinbarungen und beide Seiten verzichteten auf wechselseitige Rechte und Ansprüche.